# Bemowe Frazy
Bemowe frazy – jedyna płyta długogrająca polskiego zespołu jazz-rockowego Bemibem, wydana w 1974. Zawiera jedne z najbardziej znanych utworów w katalogu Ewy Bem, takie jak Podaruj mi trochę słońca, Nie bójmy się wiosny czy utwór tytułowy. Muzykę do wszystkich utworów skomponował Aleksander Bem, natomiast za teksty odpowiadają tacy twórcy jak Marek Dutkiewicz, Wojciech Młynarski czy Marek Skolarski. Album został wydany na CD dwa razy, najpierw w 2007 roku (seria Polish Jazz Deluxe), a następnie w grudniu 2021 (na czarnym CD z okazji 65-lecia Polskich Nagrań).

## Lista utworów
Czas trwania utworu podany w nawiasach odnosi się do  pierwszej reedycji albumu.
1. Podaruj mi trochę słońca – 4:15 (4:19)
2. Bemowe frazy – 3:03 (3:06)
3. Nie bójmy się wiosny – 3:25 (3:47)
4. Dlaczego nas tam nie ma – 4:32 (4:54)
5. Kolorowe lato – 3:40 (3:47)
6. Nigdy w życiu nie jest tak – 2:58 (3:14)
7. Podróż bez dziewczyny – 2:50 (2:53)
8. Już ci nigdy nie przyrzeknę – 3:05 (3:12)
9. Wędrowiec i pegaz – 4:10 (4:24)
10. Zawsze mamy siebie – 3:05 (3:08)
11. Jajecznica – 1:57 (2:02)

## Twórcy
- Ewa Bem – wokal, instrumenty perkusyjne
- Paweł Dąbrowski – gitara basowa
- Mariusz Mroczkowski – fortepian, wokal
- Tomasz Jaśkiewicz – gitara
- Aleksander Bem – instrumenty perkusyjne, wokal

Gościnnie
- Marek Bliziński – gitara klasyczna i 12-strunowa
- Jan Jarczyk – fortepian Fendera
- Wojciech Kowalewski – conga i instrumenty perkusyjne
- Jarosław Bem – instrumenty perkusyjne, wokal
- Tomasz Ochalski – zespół instrumentalny
- Janusz Urbański – reżyser nagrania
- Krystyna Urbańska – operator dźwięku
- Marek Trojanowski – projekt okładki